# Cameroun Liberty
Cameroun Liberty est un journal web de politique africaine et plus particulièrement camerounaise apparu dans les années 2010. Il est basé à Yaoundé, la capitale politique du Cameroun. Il diffuse exclusivement sur le web via son site Internet et les réseaux sociaux.

## Ligne éditoriale

### Principales thématiques
Les axes principaux autour desquels les articles convergent sont : la politique, l'économie, le social et la corruption.

### Objectif
Cameroun Liberty veut montrer l'envers du décor de la politique menée en Afrique, mais plus spécifiquement au Cameroun. Plus largement, le journal parle des relations internationales avec la France, la Chine et la Russie notamment. Le journal se place contre le régime du président de la république du Cameroun Paul Biya. Il pense que ce dernier n'est plus légitime à la tête du pouvoir. Pendant la dernière élection présidentielle camerounaise, il soutient et couvre la campagne du candidat Maurice Kamto.
Ce média lutte aussi contre la « propagande impérialiste » instaurée par le gouvernement.

## Médias qui relaient Cameroun Liberty
De nombreux médias partagent sur leurs propres sites Internet les articles de Cameroun Liberty. Parmi ceux-ci, nous trouvons le journal français Mediapart, le site belge camer.be et quelques sites panafricains tels que Camerounweb.